# Championnat d'Espagne de football de deuxième division 1946-1947
Navigation
Segunda División 1945-1946 Segunda División 1947-1948
Le championnat d'Espagne de football de deuxième division 1946-1947 est la 16e édition du championnat. Organisé par la Fédération espagnole de football, le championnat se déroule du 22 septembre 1946 au 13 avril 1947, les barrages de promotion se déroule le 8 juin 1947 et les barrages de relégation se déroule le 13 juillet 1947.
La compétition est remportée par le CD Alcoyano, qui devance, le Gimnástico de Tarragone de trois points. Ces deux clubs sont promus en première division. Alors que le troisième, à savoir la Real Sociedad, affronte le 12e de première division, lors d'un barrage en match unique sur terrain neutre, pour tenter de les imiter. C'est le deuxième titre d'Alcoyano en championnat.
L'attaquant espagnol Francisco Peralta, du Gimnástico de Tarragone, termine meilleur buteur du championnat avec 24 réalisations.

## Règlement de la compétition
La compétition se déroule selon un système de ligue, où les quatorze équipes s'affrontent à deux reprises, une fois à domicile et une fois à l'extérieur, soit un total de vingt-six matches. L'ordre des matches est déterminé par un tirage au sort avant le début de la compétition.
Le classement final est établi sur le nombre des points obtenus lors de chaque rencontre, à raison de deux points par match gagné, un pour un match nul et aucun pour une défaite. Si, à la fin de la première phase, deux équipes ont le même nombre de points, les critères établis par le règlement pour départager les équipes sont les suivants :
1. Les confrontations directes entre les équipes à égalité.
2. Si l'égalité persiste, celle qui a le meilleur coefficient de buts.

En fin de saison, les deux premiers sont promus en première division, tandis que le troisième dispute un barrage de promotion/relégation contre le douzième de première division pour tenter de décrocher leur place dans l'élite. En bas de classement, les deux derniers sont relégués en troisième division, alors que le douzième disputent un barrage de promotion/relégation contre le troisième de la phase de promotion de troisième division afin de tenter de se maintenir.

## Équipes participantes
| \| Alcoyano Baracaldo Betis Córdoba Ferrol Gimnástico Grenade Hércules Levante Majorque Málaga R. Sociedad Santander Saragosse \| Localisation des clubs engagés dans le championnat. |
| Alcoyano Baracaldo Betis Córdoba Ferrol Gimnástico Grenade Hércules Levante Majorque Málaga R. Sociedad Santander Saragosse                                                           |

| Clubs                     | Ville           | Stade               |
| ------------------------- | --------------- | ------------------- |
| CD Alcoyano               | Alcoy           | El Collao           |
| CD Baracaldo Altos Hornos | Baracaldo       | Lasesarre           |
| Real Betis                | Séville         | Heliópolis          |
| RCD Córdoba (es)          | Cordoue         | El Arcángel         |
| Club Ferrol               | Ferrol          | Inferniño           |
| Gimnástico de Tarragone   | Tarragone       | Avenida de Cataluña |
| Grenade CF                | Grenade         | Los Cármenes        |
| Hércules CF               | Alicante        | Bardín (en)         |
| Levante UD                | Valence         | Vallejo (es)        |
| CD Majorque               | Palma           | Es Fortí            |
| CD Málaga (es)            | Málaga          | La Rosaleda         |
| Real Sociedad             | Saint-Sébastien | Atocha              |
| Real Santander SD         | Santander       | El Sardinero        |
| Saragosse CF              | Saragosse       | Torrero             |

## Compétition

### Classement
| Rang | Équipe                      | Pts | J  | G  | N | P  | Bp | Bc | GA    |
| ---- | --------------------------- | --- | -- | -- | - | -- | -- | -- | ----- |
| 1    | CD Alcoyano R               | 38  | 26 | 16 | 6 | 4  | 65 | 36 | 1,806 |
| 2    | Gimnástico de Tarragone     | 35  | 26 | 16 | 3 | 7  | 67 | 42 | 1,595 |
| 3    | Real Sociedad               | 32  | 26 | 13 | 6 | 7  | 55 | 37 | 1,486 |
| 4    | Hércules CF R               | 30  | 26 | 14 | 2 | 10 | 48 | 44 | 1,091 |
| 5    | CD Majorque                 | 26  | 26 | 13 | 0 | 13 | 47 | 48 | 0,979 |
| 6    | Levante UD P                | 26  | 26 | 12 | 2 | 12 | 62 | 54 | 1,148 |
| 7    | Grenade CF                  | 25  | 26 | 10 | 5 | 11 | 36 | 51 | 0,706 |
| 8    | RCD Córdoba (es)            | 24  | 26 | 9  | 6 | 11 | 38 | 41 | 0,927 |
| 9    | CD Málaga (es) P            | 23  | 26 | 8  | 7 | 11 | 38 | 44 | 0,864 |
| 10   | Club Ferrol                 | 22  | 26 | 9  | 4 | 13 | 48 | 62 | 0,774 |
| 11   | CD Baracaldo Altos Hornos P | 21  | 26 | 10 | 1 | 15 | 58 | 59 | 0,983 |
| 12   | Real Santander SD           | 21  | 26 | 7  | 7 | 12 | 38 | 54 | 0,704 |
| 13   | Saragosse CF                | 21  | 26 | 9  | 3 | 14 | 42 | 47 | 0,894 |
| 14   | Real Betis                  | 20  | 26 | 8  | 4 | 14 | 37 | 60 | 0,617 |

Promotion
- 1er et 2e : promotion en Primera División
- 3e : qualification pour les barrages de promotion

Relégation
- 12e : qualification pour les barrages de relégation
- 13e et 14e : relégation en Tercera División

Abréviations
- R : Relégués de Primera División 1945-1946
- P : Promus de Tercera División 1945-1946

### Résultats
| Résultats (▼dom., ►ext.)                                   | ALC | BAR | BET | COR | FER | GIM | GRE | HER | LEV | MAJ | MAL | RSO | SAN | SAR |
| CD Alcoyano                                                |     | 3-0 | 6-1 | 2-0 | 5-2 | 3-1 | 1-1 | 1-3 | 5-2 | 3-1 | 1-2 | 0-0 | 4-1 | 3-0 |
| CD Baracaldo Altos Hornos                                  | 0-0 |     | 6-1 | 5-2 | 2-3 | 0-1 | 6-2 | 6-2 | 5-1 | 6-1 | 4-2 | 0-7 | 3-0 | 4-0 |
| Real Betis                                                 | 0-2 | 3-2 |     | 1-1 | 3-1 | 0-0 | 2-0 | 2-0 | 2-0 | 6-0 | 1-0 | 0-3 | 2-2 | 1-0 |
| RCD Córdoba (es)                                           | 2-3 | 3-0 | 3-1 |     | 1-1 | 1-1 | 5-0 | 2-0 | 2-0 | 2-0 | 1-1 | 3-2 | 2-2 | 0-1 |
| Club Ferrol                                                | 1-2 | 3-0 | 1-1 | 2-1 |     | 3-4 | 3-0 | 2-2 | 3-1 | 2-1 | 4-1 | 3-4 | 3-1 | 4-0 |
| Gimnástico de Tarragone                                    | 4-2 | 8-2 | 4-3 | 3-0 | 4-1 |     | 3-0 | 5-2 | 4-3 | 2-0 | 4-0 | 0-0 | 4-2 | 4-1 |
| Grenade CF                                                 | 2-2 | 3-1 | 3-0 | 0-1 | 3-0 | 2-1 |     | 2-1 | 1-2 | 2-0 | 4-2 | 2-1 | 4-0 | 2-1 |
| Hércules CF                                                | 0-1 | 3-2 | 3-2 | 2-0 | 3-2 | 2-1 | 4-0 |     | 2-2 | 2-0 | 1-0 | 4-1 | 1-0 | 3-1 |
| Levante UD                                                 | 4-3 | 3-1 | 5-1 | 2-3 | 8-0 | 4-1 | 3-0 | 0-2 |     | 0-3 | 4-2 | 4-0 | 6-0 | 1-0 |
| CD Majorque                                                | 2-3 | 2-0 | 4-2 | 2-0 | 5-1 | 3-0 | 3-0 | 3-0 | 1-3 |     | 2-0 | 2-0 | 3-2 | 2-1 |
| CD Málaga (es)                                             | 2-2 | 1-0 | 1-0 | 0-0 | 5-0 | 5-3 | 0-0 | 2-1 | 1-1 | 1-3 |     | 4-2 | 3-0 | 0-0 |
| Real Sociedad                                              | 1-2 | 2-0 | 3-0 | 4-1 | 2-1 | 3-2 | 1-1 | 2-1 | 6-2 | 2-1 | 2-0 |     | 1-1 | 3-0 |
| Real Santander SD                                          | 2-2 | 0-2 | 4-1 | 2-0 | 1-1 | 0-1 | 2-2 | 2-4 | 3-0 | 3-2 | 2-1 | 2-2 |     | 3-0 |
| Saragosse CF                                               | 2-4 | 3-1 | 6-1 | 4-2 | 2-1 | 0-2 | 6-0 | 3-0 | 3-1 | 5-1 | 2-2 | 1-1 | 0-1 |     |
| - Victoire à domicile - Match nul - Victoire à l'extérieur |     |     |     |     |     |     |     |     |     |     |     |     |     |     |

### Barrages de promotion / relégation

#### Primera División / Segunda División
À la fin de la saison, le 12e de Primera División affronte le 3e de Segunda División en un match unique disputé à Madrid, le vainqueur obtient sa place en Primera División 1947-1948 et le perdant obtient sa place en Segunda División 1947-1948.
| 8 juin 1947 | Real Murcie (D1) | 0 – 2   | (D2) Real Sociedad        | Stadium Metropolitano, Madrid |                            |
|             |                  | (0 – 1) | 18e Castivia · 75e Campos | Arbitrage : Pedro Escartín    | Arbitrage : Pedro Escartín |
|             | Rapport          |         |                           | Arbitrage : Pedro Escartín    | Arbitrage : Pedro Escartín |

Le Real Murcie est relégué en Segunda División et la Real Sociedad est promue en Primera División.

#### Segunda División / Tercera División
À la fin de la saison, le 12e de Segunda División affronte le 3e de la phase de promotion de Tercera División en un match unique disputé à Oviedo, le vainqueur obtient sa place en Segunda División 1947-1948 et le perdant obtient sa place en Tercera División 1947-1948.
| 13 juillet 1947 | Real Santander SD (D2) | 1 – 3   | (D3) Real Valladolid Deportivo | Stade de Buenavista, Oviedo              |                                          |
|                 | Saras 37e              | (1 – 3) | 7e 15e 36e Vaquero             | Arbitrage : Eduardo Iturralde Gorostiaga | Arbitrage : Eduardo Iturralde Gorostiaga |
|                 | Rapport                |         |                                | Arbitrage : Eduardo Iturralde Gorostiaga | Arbitrage : Eduardo Iturralde Gorostiaga |

Le Real Santander SD est relégué en Tercera División et le Real Valladolid Deportivo est promu en Segunda División.

## Bilan de la saison
| Championnat d'Espagne de football de deuxième division 1946-1947 |                           |
| Champion                                                         | CD Alcoyano (2e titre)    |
| Dauphin                                                          | Gimnástico de Tarragone   |
| Promotions et relégations                                        |                           |
| Promus en Primera División                                       | CD Alcoyano               |
| Promus en Primera División                                       | Gimnástico de Tarragone   |
| Promus en Primera División                                       | Real Sociedad             |
| Relégués en Segunda División                                     | Real Murcie               |
| Relégués en Segunda División                                     | Deportivo La Corogne      |
| Relégués en Segunda División                                     | CD Castellón              |
| Promus en Segunda División                                       | CD Mestalla               |
| Promus en Segunda División                                       | CF Badalona               |
| Promus en Segunda División                                       | Real Valladolid Deportivo |
| Relégués en Tercera División                                     | Real Santander SD         |
| Relégués en Tercera División                                     | Saragosse CF              |
| Relégués en Tercera División                                     | Real Betis                |